# Репродуктивни уметник (музика)
Репродуктивни уметник (енгл. music performer) је врло талентован, музикалан, стручан и обучен музичар (солиста-инструменталиста, певач, диригент) који јавно изводи, интерпретира (репродукује) написано музичко дело у концертним или оперским дворанама, позориштима, домовима културе и путем медија.
Поред личних схватања композиције коју свира и личног доживљаја, он у својој интерпретацији мора да испоштује стилске карактеристике дела, композиторове замисли и захтеве који пишу у нотном тексту: темпо, агогика, динамика, артикулација, фразирање, ознаке за интерпретацију, метрономске ознаке итд. Репродуктивни уметник то све успева јер добро познаје теорију музике, хармонију, музичке облике и музичке стилове.
- Репродуктивни уметници су малобројни[3] и често врло ангажовани захваљујући свом умећу.

- Уметници инструменталисти називају се према инструментима које свирају: уметник који свира виолину, зове се виолиниста, уметник који свира виолончело, зове се виолончелиста, уметник који свира кларинет, зове се кларинетиста, ако свира клавир, клавириста и тд.).

- Уметници певачи добијају назив према полу и распону гласа. За женске особе то су сопран, мецо-сопран и алт, а за мушке контратенор, тенор, баритон и бас.

- Репродуктивни уметник може да свира сам, онда је солиста или уз пратњу неког музичког инструмента или оркестра или пева сам, испред хора или уз пратњу неког музичког инструмента или оркестра, може да свира са неким (рецимо у дуету, трију, квартету).[4]

## Школска спрема
Репродуктивни уметник је завршио основну музичку школу у којој је морао да изабере одсек (инструмент) који ће учити: клавирски, гудачки (виолина, виола, виолончело, контрабас), дувачки (флаута, кларинет, обоа, труба, тромбон, хорна, фагот), одсек за хармонику, харфу, гитару, удараљке, џез музику, рану музику, певање (соло). 
Даље музичко образовање за звање музички извођач стиче се у средњој музичкој школи, а потом на музичкој академији - факултету.
Репродуктивни уметник може бити стално запослен или слободни уметник. Многи репродуктивни уметници раде и као предавачи у музичким школама, факултетима (музичким академијама). 

## Неке особине репродуктивног уметника
- висок професионални ниво и велика потреба да себе (своје мисли и осећања) изрази,
- квалитет (влада занатом: врхунска техника, леп тон и чиста интонација; изразита музикалност),
- оригиналност идеја (оне су једноставне, логичне, природне, надахнуте, богате; има свој „лични печат“ који је врло препознатљив).